# Cardiospermum grandiflorum
Cardiospermum grandiflorum, comunament anomenada fanalet enfiladís, és una espècie de planta trepadora de la família Sapindaceae nadiua de l'est de l'Argentina i el Brasil. Va ser descripta per Olof Swartz.
Pot atènyer fins a 10 m de llarg i té flors blanques petites. Plantada com a ornamental, ha estat introduïda en tots els continents exceptat l'Antàrtida i en certes zones és una perillosa espècie invasora.